# Имангуловский сельсовет (Оренбургская область)
Имангуловский сельсовет — сельское поселение в Октябрьском районе Оренбургской области Российской Федерации.
Административный центр — село Второе Имангулово.

## История
9 марта 2005 года в соответствии с законом Оренбургской области № 1921/358-III-ОЗ образовано сельское поселение Имангуловский сельсовет, установлены границы муниципального образования.

## Население
| 2010  | 2012  | 2013  | 2014  | 2015  | 2016  | 2017  |
| ----- | ----- | ----- | ----- | ----- | ----- | ----- |
| 1287  | ↗1295 | ↘1284 | ↘1262 | ↘1222 | ↘1206 | ↗1207 |
| 2018  | 2019  | 2020  | 2021  |       |       |       |
| ↘1169 | ↘1123 | ↘1101 | ↘1065 |       |       |       |

## Состав сельского поселения
| № | Населённый пункт  | Тип населённого пункта       | Население |
| - | ----------------- | ---------------------------- | --------- |
| 1 | Анатольевка       | село                         | 31        |
| 2 | Второе Имангулово | село, административный центр | 623       |
| 3 | Первое Имангулово | село                         | 374       |
| 4 | Салмыш            | посёлок                      | 259       |